# Таламор
Таламор (енгл. Tullamore, ир. Tulach Mhór) је град у Републици Ирској, у средишњем делу државе. Град је у саставу округа округа Офали и представља његово седиште и највећи град.

## Природни услови
Град Таламор се налази у средишњем делу ирског острва и Републике Ирске и припада покрајини Ленстер. Град је удаљен 100 километара западно од Даблина. 
Таламор је смештен у равничарском подручју источне Ирске. Град се развио на тзв. Великом каналу. Надморска висина средишњег дела града је око 60 метара.
Клима: Клима у Таламору је умерено континентална са изразитим утицајем Атлантика и Голфске струје. Стога град одликује блага и веома променљива клима.

## Историја
Подручје Таламора било је насељено већ у време праисторије. Дато подручје је освојено од стране енглеских Нормана у крајем 12. века.
Таламор је основан 1570. године као насеље опслужитеља оближње плантаже, прве на ирском острву. Град је посебно добило на значају после проласка Великог канала кроз град. Раст значаја града је био одлучујући да се 1835. године овде премести седиште округа Офали.
Таламор је од 1921. године у саставу Републике Ирске. Опоравак града започео је тек последњих деценија, када је Таламор поново забележио нагли развој и раст.

## Становништво
Према последњим проценама из 2011. године. Таламор је имао око 11 хиљада становника у граду и око 13 хиљада у широј градској зони. Последњих година број становника у граду се повећава.

## Привреда
Таламор је био традиционално средиште трговања и производње вискија „Таламор Дју“. Последњих деценија градска привреда се махом заснива на пословању, трговини, услугама и индустрији, а веома важан послодавац је окружна болница, која је надлежна за цео средишњи део државе.

## Збирка слика
- Градска кућа Таламора
- Чарлевилски замак
- Велики канал у Таламору
- Виски „Таламор Дју“